# Gunzoburg

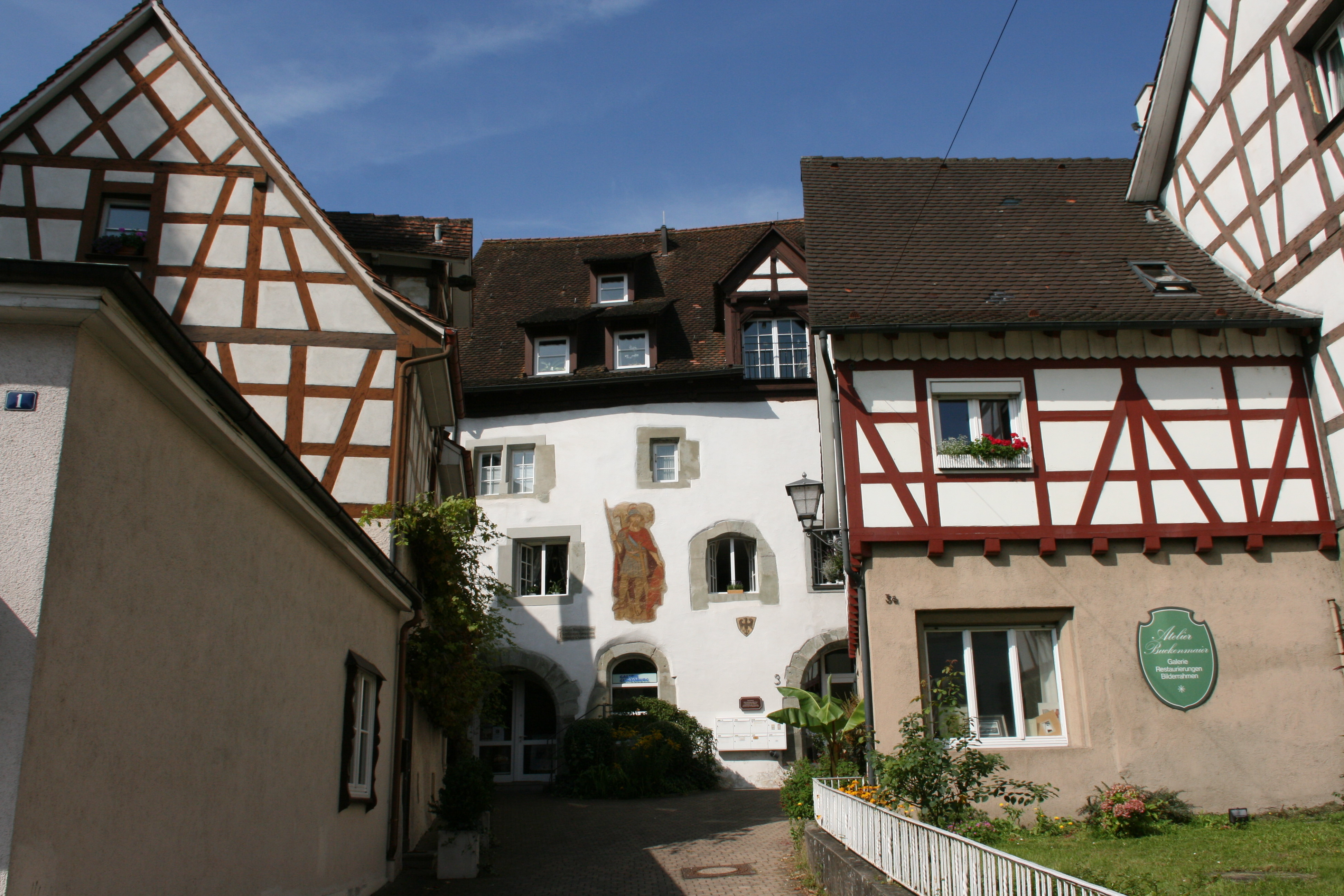
Gunzoburg in Überlingen

Die Gunzoburg ist ein mittelalterliches Patrizierhaus in der baden-württembergischen Stadt Überlingen am Bodensee. Eine Inschrift am Hauseingang besagt, dass dieses Haus im Jahre 641 die Residenz des Herzogs Gunzo, Herzog von Schwaben und Alamannien, gewesen sein soll.
„In dieser Burg residierte im Jahre 641 Gunzo, Herzog von Schwaben und Alemannien.“
Gegen die Behauptung spricht allerdings folgendes:
1. Das Haus stammt nicht aus dem 7. Jahrhundert, wie die Inschrift nahelegt, sondern frühestens aus dem 13. oder 14. Jahrhundert.
2. Unabhängige Herzöge von Alamannien gab es seit dem 6. Jahrhundert nicht mehr, Herzöge von Schwaben frühestens seit dem 9. Jahrhundert wieder, die Betitelung ist also uneindeutig.
3. Auch unter den (von der zerfallenen fränkischen Zentralmacht abhängigen) Herzögen des 7. Jahrhunderts lässt sich Gunzo nicht eindeutig identifizieren.

Heute beherbergt die Gunzoburg eine Galerie.